# Mettauertal
Mettauertal é uma comuna da Suíça, situada no distrito de Laufenburg, no cantão de Argóvia. Tem 21,56 km² de área e sua população em 2018 foi estimada em 2.026 habitantes.